# Stella Thomas
Stella Jane Thomas (sau này là Stella Marke) (1906 - 1974) là một luật sư người Yoruba Nigeria gốc Sierra Leon. Bà nhận bằng luật từ Đại học Oxford và năm 1943 trở thành thẩm phán phụ nữ đầu tiên ở Nigeria.

## Giáo dục và tuổi trẻ
Stella Thomas sinh năm 1906, tại Lagos, con gái của Peter John Claudius Thomas, một doanh nhân người Nigeria gốc Sierra Leonia. Cha bà là người châu Phi đầu tiên đứng đầu Phòng Thương mại Lagos. Bà theo học trường Annie Walsh ở Freetown, Sierra Leone, "trường trung học lâu đời nhất dành cho nữ sinh ở Tây Phi". Anh trai Peter Thomas của bà đã trở thành phi công Tây Phi đầu tiên được bổ nhiệm vào Không quân Hoàng gia trong Thế chiến II. Một người anh em khác, Stephen Peter Thomas là Chánh án đầu tiên của khu vực Trung Tây.
Khi học luật tại Oxford và là thành viên của Middle Temple ở London, bà tích cực tham gia Hội sinh viên Tây Phi và là thành viên sáng lập của Liên minh các dân tộc da màu, do Harold Moody tổ chức. Bà sống ở Bloomsbury và đóng vai chính trong vở kịch đầu tiên của nhà thơ người Jamaica Una Marson, At What a Price tại Nhà hát Scala của London.

## Nghề nghiệp
Thomas là người phụ nữ châu Phi đầu tiên trở thành luật sư đăng ký ở Anh, vào năm 1933. Năm 1934, bà gây tiếng vang một cuộc thảo luận với Margery Perham tại Hiệp hội Nghệ thuật Hoàng gia, và nhân dịp này Lord Lugard và chủ nghĩa thực dân châu Phi. Khi trở về Tây Phi, bà là luật sư phụ nữ đầu tiên trong khu vực.
Khi trở về Tây Phi, ban đầu, bà đầu tiên ghi danh thực hành nghề luật ở Sierra Leon và vào tháng 12 năm 1935, bà quay trở lại Lagos và mở văn phòng luật sư trên đường Kakawa, đảo Lagos. Cô đã làm việc trên một loạt các vấn đề pháp lý từ vụ án hình sự đến các vấn đề gia đình và cộng tác với luật sư Alex EJ Taylor và Eric Moore.
Năm 1943, bà trở thành thẩm phán phụ nữ đầu tiên của Tây Phi  phục vụ tòa án khu vực Ikeja có thẩm quyền đối với các quận Mushin, Agege và Ikorodu. Sau đó, bà là một thẩm phán tại tòa án Saint Anna và Ebute-Metta. Bà đã nghỉ hưu như một thẩm phán ở Sierra Leone vào năm 1971.

## Cuộc sống cá nhân
Năm 1944, Stella Thomas kết hôn với một chuyên gia pháp lý đồng nghiệp, Richard Bright Marke, tại Freetown. Bà mất năm 1974, hưởng thọ 68 tuổi.